# Zweite Nationalversammlung in Astros

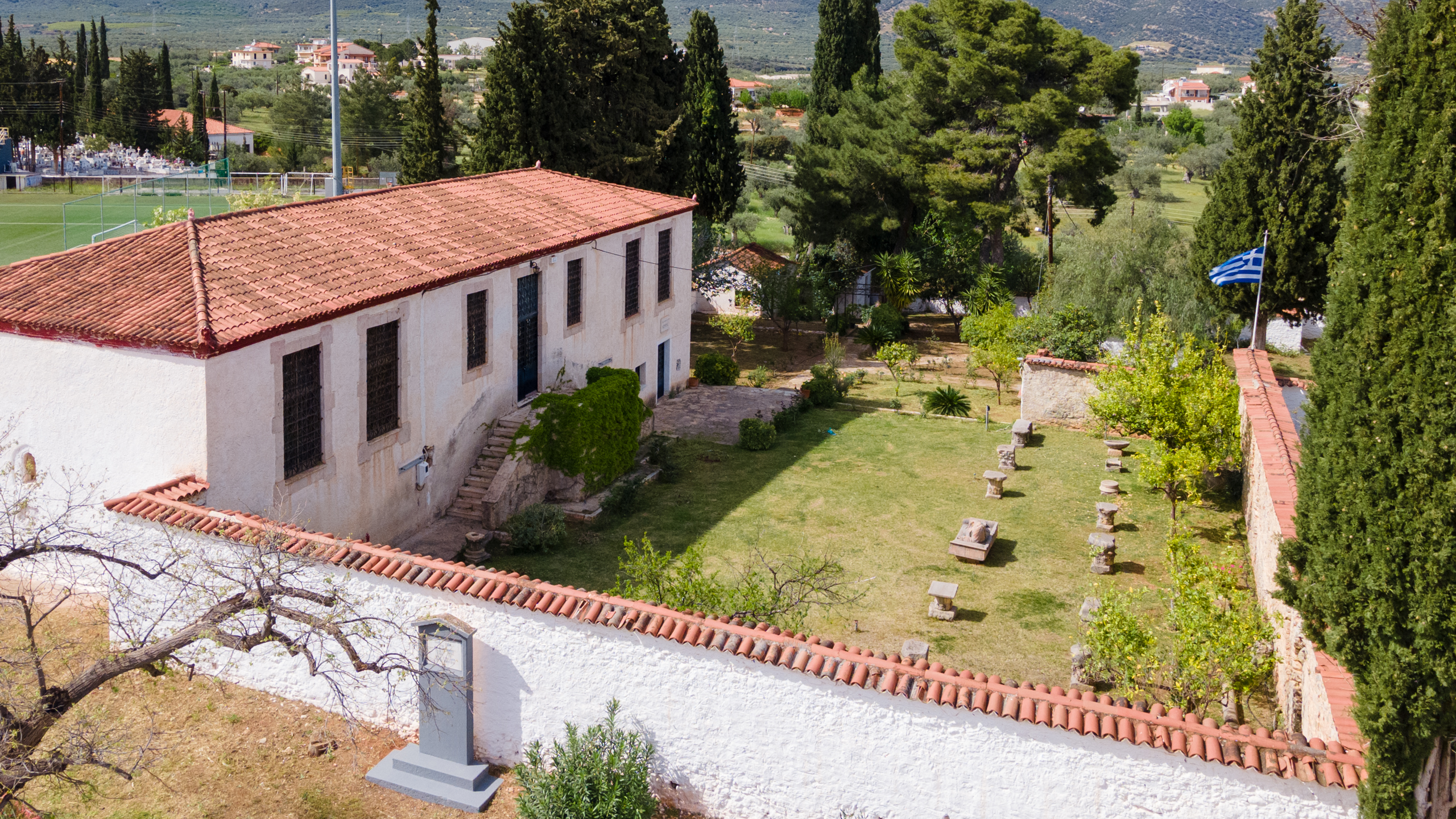
Das heutige Archäologische Museum in Astros, Arkadien, Griechenland, an dem Ort, an dem im Garten, die Zweite Nationalversammlung stattfand.

Die Zweite Nationalversammlung in Astros (griechisch: Βʹ Εθνοσυνέλευση στο Άστρος) fand vom 29. März bis 18. April 1823 in der Stadt Astros auf der Peloponnes statt. Sie wurde einberufen, um die Verfassung von Epidauros, die während der Ersten Nationalversammlung in Epidaurus verabschiedet worden war, zu überarbeiten. Das Hauptziel der Versammlung war es, die Funktionsfähigkeit der zentralen staatlichen Ebene während der Griechischen Revolution zu stärken und die Machtverteilung zwischen Exekutive und Legislative neu zu regeln. Diese Zweite Nationalversammlung wurde von Petros Mavromichalis geleitet, der im Dezember 1822 zum Vorsitzenden ernannt worden war.

## Inhalt der Versammlung
Ein zentraler Punkt der Diskussion war das Vetorecht der Exekutive. In der ursprünglichen Verfassung hatte die Exekutive ein absolutes Vetorecht, das es ihr ermöglichte, Gesetzesvorlagen des Parlaments komplett zu blockieren. Die Zweite Nationalversammlung wollte dieses Recht zu einem suspensiven Vetorecht abändern, was bedeutet, dass die Exekutive Gesetze nur noch vorübergehend aufhalten, aber nicht dauerhaft blockieren könnte. Dies hätte die Macht des Parlaments gestärkt und die Legislativgewalt fast ausschließlich in die Hände des Parlaments gelegt.
Diese Bestrebungen zur Zentralisierung der Macht wurden von weiteren Maßnahmen begleitet, wie der formellen Aussetzung der Lokalverfassungen von 1821, die den Regionen mehr Autonomie gewährt hatten.
Die Reformen waren ein Versuch, die politische Ordnung in Griechenland während des Unabhängigkeitskrieges zu stabilisieren. Sie zeigen, wie die griechischen Revolutionäre versuchten, eine Balance zwischen zentraler Autorität und demokratischen Prinzipien zu finden. Die Reformen stärkten zwar die Grundrechte, allerdings führten die Veränderungen, insbesondere wegen der Einschränkung der Exekutive und der Zentralisierung der Macht zu Spannungen zwischen den verschiedenen politischen Lagern.

## Folgen der Versammlung
Diese Konflikte eskalierten nach der Zweiten Nationalversammlung und führten zu zwei Bürgerkriegen (1823–1825), in denen sich die beiden Lager bekämpften. Diese internen Konflikte schwächten die griechische Unabhängigkeitsbewegung und erschwerten den Kampf gegen das Osmanische Reich.